# Cool Britannia

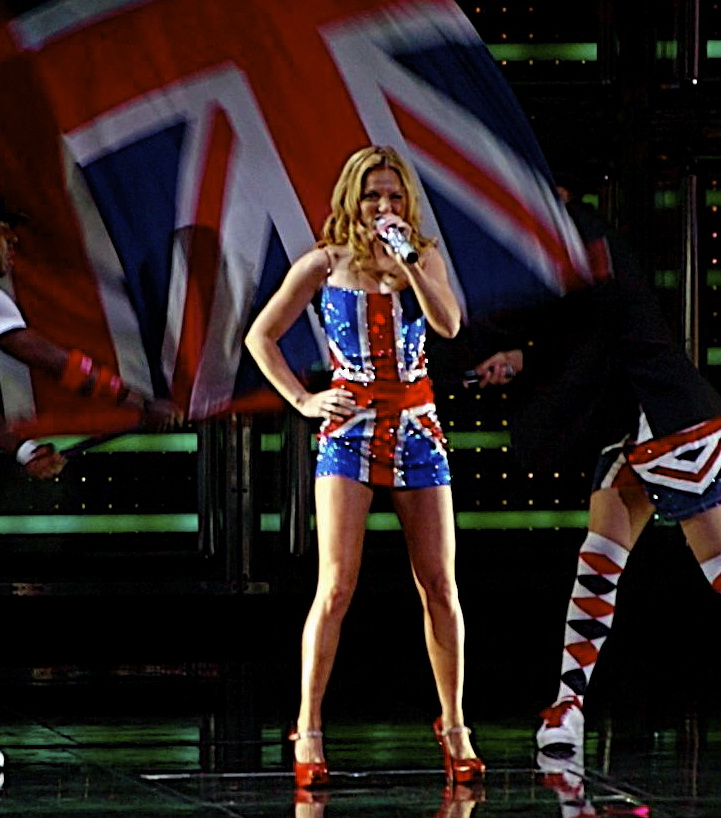
A cantora Geri Halliwell integrante das Spice Girls da Vestido da Union Jack em 2009, um remake do vestido que ela usava no Brit Awards de 2007.

Cool Britannia foi um período de crescente orgulho na cultura do Reino Unido durante a maior parte da década de 1990, inspirada na cultura pop dos anos 1960. O sucesso do Britpop e de grupos musicais como Spice Girls, Blur e Oasis levaram a um sentimento renovado de otimismo ao Reino Unido após os turbulentos anos dos anos 70 e 80. O nome é um trocadilho com o título da canção patriótica britânica "Rule, Britannia!".

## Origens do termo
A frase "Cool Britannia" foi usada pela primeira vez em 1967 como título da música pela Bonzo Dog Doo Dah Band. A frase "Cool Britannia" reapareceu no início de 1996 como uma marca registrada de um dos sorvetes da Ben & Jerry's e, como usado pela mídia e na publicidade, parecia capturar o renascimento cultural de Londres na época (renascimento celebrado em uma capa da revista Newsweek de 1996 com o título "Londres Domina"). A eleição do governo trabalhista de Tony Blair em 1997, vista por alguns como jovem, descolado e muito atraente, foi a principal força motriz para dar à Grã-Bretanha uma sensação de euforia e otimismo.
O uso desse termo foi similar ao de "Swinging London" para o boom de arte, moda e música popular durante os primeiros anos do governo trabalhista de Harold Wilson. Tal paralelo era apropriado porque, como Blair, Wilson era considerado um primeiro-ministro relativamente jovem e seu governo encerrou um período prolongado de governos conservadores (manchados por escândalos em seus períodos finais), além de seu mandato ter coincidido com um período de prosperidade econômica. Muitas das indústrias criativas rotuladas como Cool Britannia foram declaradamente inspiradas pela música, moda e arte dos anos 60.

## Cultura dos anos 90
A Time descreveu "Cool Britannia" como a celebração da cultura jovem no meio dos anos 90. Na medida em que tinha algum significado real, "Cool Britannia" referia-se à cena transitória da casa de Londres: os clubes incluíam o Ministry of Sound e o underground Megatripolis no Heaven, bandas da década de 1990 como Blur e Oasis, designers de moda, os jovens artistas britânicos e revistas. Cool Britannia também resumiu o humor na Grã-Bretanha durante o movimento Britpop em meados da década de 1990, quando houve o ressurgimento do distinto rock britânico e da música pop de grupos como Pulp, Suede, Supergrass e Elastica, bem como Spice Girls. A renovação do orgulho britânico (reforçada pelo forte crescimento da economia britânica a partir de 1993), foi simbolizada em imagens icônicas como a guitarra Union Flag de Noel Gallagher e o Vestido da Union Jack de Geri Halliwell, usado no Brit Awards de 1997. O torneio de futebol Euro 1996, realizado na Inglaterra, também é considerado um evento que encorajou o ressurgimento do patriotismo, particularmente na Inglaterra. John Major, que era o primeiro ministro na época, ficou famoso por ter recebido crédito (novembro de 1996).
Em março de 1997, a Vanity Fair publicou uma capa da Cool Britannia com Liam Gallagher e Patsy Kensit na capa; o título dizia 'Balanços de Londres! Novamente!'. Os números das edições incluíam Alexander McQueen, Damien Hirst, Graham Coxon e a equipe editorial da Loaded. Em 1998, The Economist estava comentando que "muitas pessoas já estão cansadas da frase", e altos políticos trabalhistas, como o secretário de Relações Exteriores Robin Cook, pareciam envergonhados por seu uso. Em 2000 (após o declínio do Britpop como um gênero tangível), ele estava sendo usado principalmente de maneira zombeteira ou irônica.
Dois DVDs de destaque, mais tarde Later with Jools Holland: Cool Britannia 1 & 2, apareceram desde 2004. Termos semelhantes foram usados regionalmente para fenômenos semelhantes; no País de Gales e na Escócia, "Cool Cymru" e "Cool Caledonia", respectivamente, foram utilizados.